# Alice Sebold
Alice Sebold, född 6 september 1963  i Madison i Wisconsin, är en amerikansk författare. Hennes mest kända roman är Flickan från ovan (2002), som har sålts i över två miljoner exemplar.

## Biografi
Alice Sebold föddes i Madison i Wisconsin i norra USA och växte upp i Paoli, en Philadelphias förorter.
När Sebold läste sin första termin vid Syracuse University, utsattes hon 1981 för en brutal våldtäkt. En man dömdes till 8 till 25 års fängelse för dådet och avtjänade 16 av dessa.
År 2021 upphävdes domen då det den bedömts vara baserad på ett felaktigt utpekande och felaktiga kriminaltekniska bevis. Sebold bad i ett uttalande om förlåtelse för sitt "oavsiktliga deltagande i ett system som skickade en oskyldig man i fängelse".